# Damnation (Opeth)
Damnation è il settimo album degli Opeth, pubblicato dalla Music for Nations nel 2003.

## Il disco
È stato scritto e registrato insieme a Deliverance che è uscito l'anno precedente. L'idea di fare due album distinti era nata dal fatto che Mikael Åkerfeldt aveva scritto molti pezzi e la quantità di brani esclusivamente melodici era tale da richiedere la realizzazione di un lavoro a sé stante.
Mentre Deliverance presentava il lato più cupo e aggressivo del sound della band, il suo gemello Damnation invece è una rielaborazione in chiave moderna del progressive rock degli anni settanta. Quest'anima melodica è sempre stata presente nella musica degli Opeth che hanno costantemente tentato una fusione fra questi generi estremi. Quest'album è quindi totalmente atipico nella cronologia dei lavori della band e si presenta, insieme a Deliverance, come un capitolo sperimentale nella storia degli Opeth, i quali hanno pensato di provare a dividere Death Metal dal Rock progressivo invece di fonderli come avevano sempre fatto.
Il ritornello di To Rid the Disease è stato ripreso da una canzone scritta precedentemente da Mikael Åkerfeldt per il suo progetto Sörskogen: Mordet i Grottan.
La registrazione e la produzione dell'album sono state assistite dall'amico Steven Wilson, leader dei Porcupine Tree, che ha anche scritto Death Whispered a Lullaby insieme ad Åkerfeldt.
È stata pubblicata anche un'edizione in LP.
L'artwork del disco è stato curato da Travis Smith.

## Tracce
Testi e musiche di Mikael Åkerfeldt, eccetto dove indicato. 
1. Windowpane - 7:45
2. In My Time of Need - 5:49
3. Death Whispered a Lullaby (Steven Wilson, Åkerfeldt) - 5:49
4. Closure - 5:15
5. Hope Leaves - 4:30
6. To Rid the Disease - 6:21
7. Ending Credits - 3:39
8. Weakness - 4:10

## Formazione

### Gruppo
- Mikael Åkerfeldt - voce, chitarra
- Peter Lindgren - chitarra
- Martin Mendez - basso
- Martin Lopez - batteria e percussioni

### Altri musicisti
- Steven Wilson - pianoforte, Mellotron, voce